# دنیکه (سری‌لانکا)
دنیکه (به لاتین: Denike) یک منطقهٔ مسکونی در سری‌لانکا است که در استان مرکزی (سری‌لانکا) واقع شده‌است.